# Campion callosus
Campion callosus är en insektsart som beskrevs av Christine Lynette Lambkin 1986. Campion callosus ingår i släktet Campion och familjen fångsländor. Inga underarter finns listade i Catalogue of Life.

## Bildgalleri

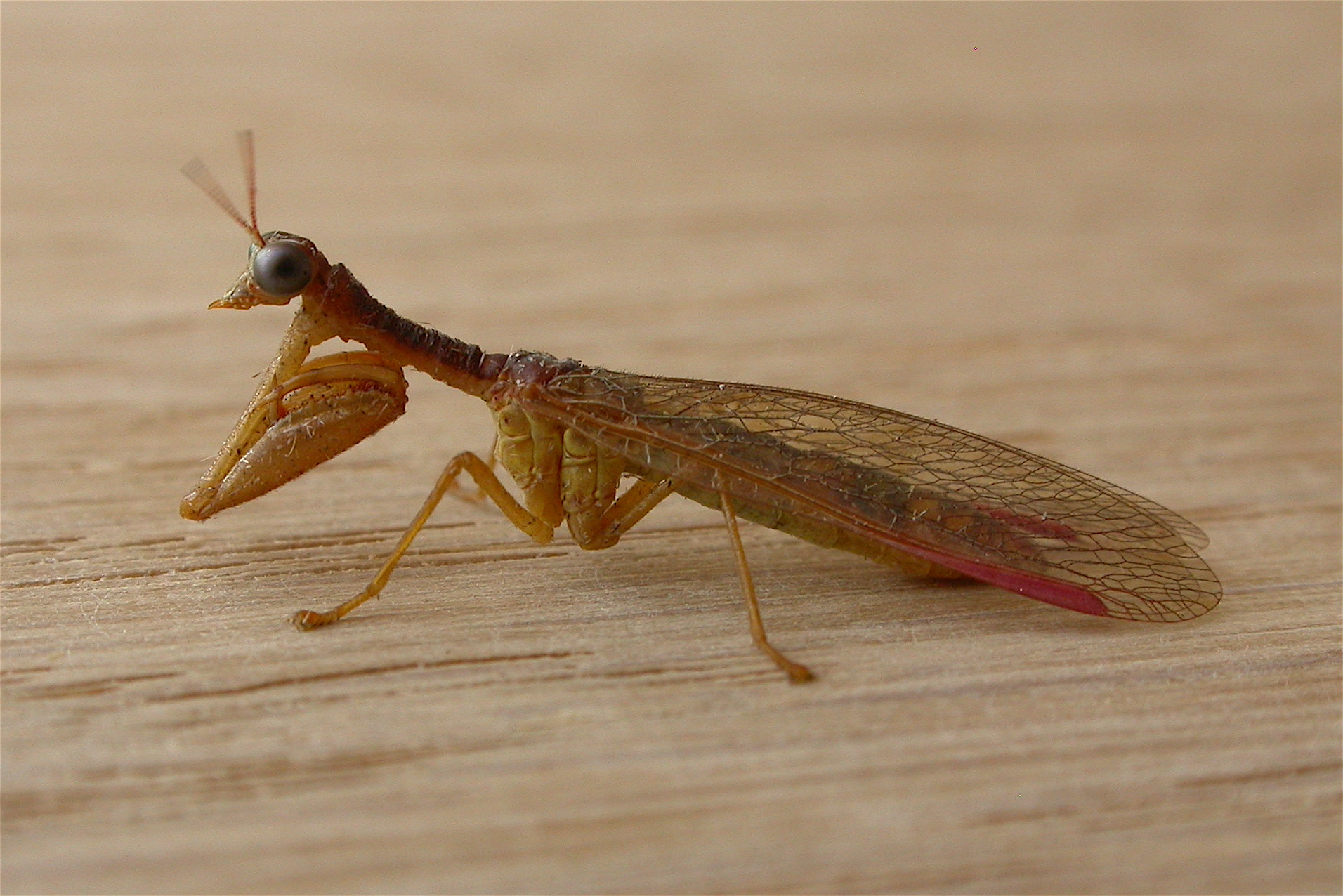